# Latita

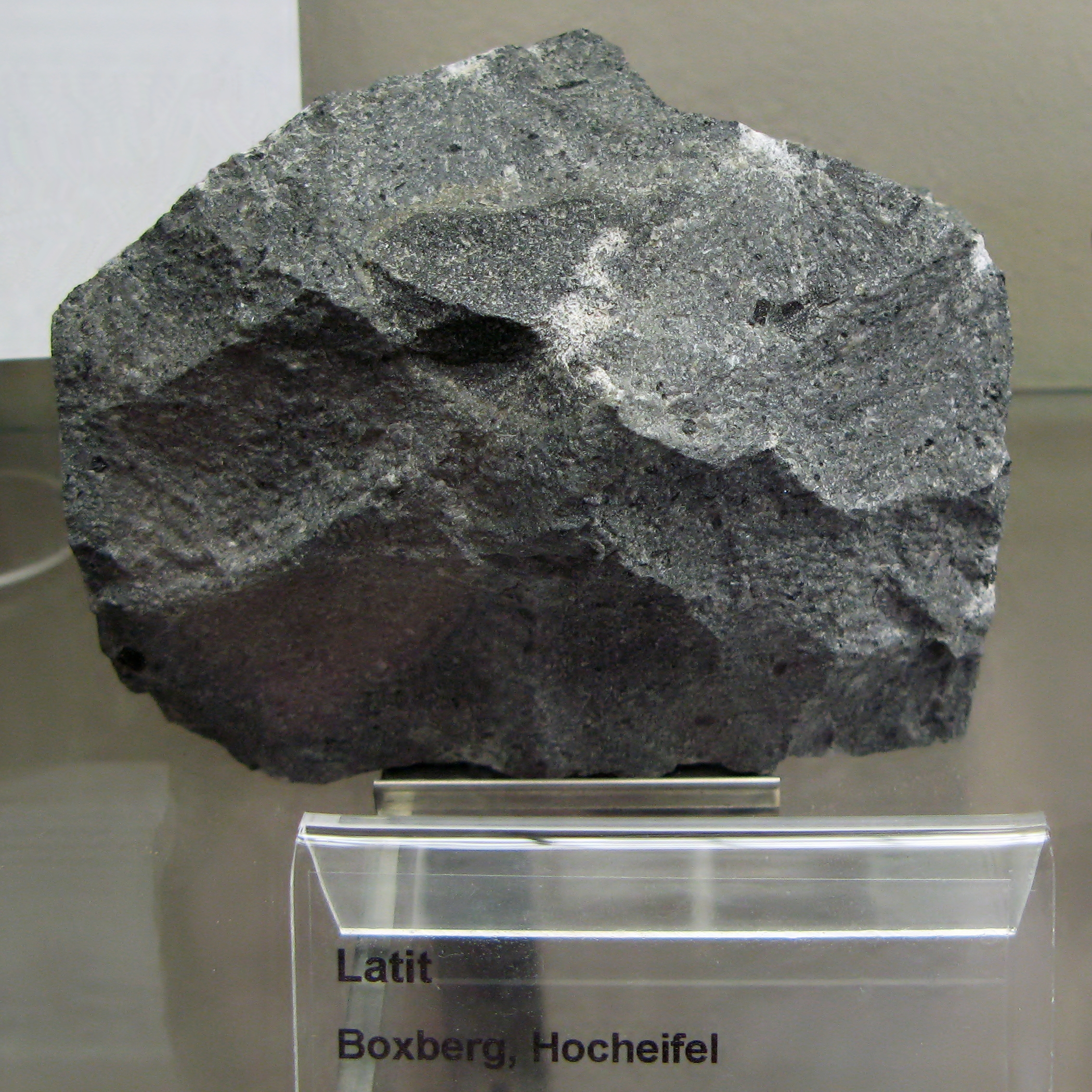
Latita - Localidad: Boxberg, Hocheifel - Expuesta en el Museo Mineralógico, Bonn, Alemania

Latita, es una roca ígnea - volcánica con gran variedad de minerales en su interior, por ejemplo el feldespato, olivino, piroxeno, que son minerales comunes que se encuentran en la latita. Generalmente tiene poco contenido en cuarzo, normalmente menos de un 5% en estado puro. Si esta roca tuviese cuarzo, no habría olivino. Esta roca está formada por material fluido caliente (magma), situado en la profundidad de la Tierra. Se suele componer por varios colores; gris, amarillo, rosa o blanco. Esta roca se suele encontrar al oeste de América del Norte.
- Datos: Q666363
- Multimedia: Latite / Q666363